# Deportivo Italiano Football Club del Uruguay
O Deportivo Italiano Football Club del Uruguay é um clube de futebol do Uruguai, sediado em Montevidéu. Foi fundado em 1999, dando continuidade ao extinto Club Sportivo Italiano.
Após um longo período de inatividade, o clube retornou ao cenário competitivo em 2022, impulsionado por uma nova gestão administrativa. Passou a disputar a Primeira Divisão Amadora (Primera División Amateur), equivalente à terceira divisão do futebol uruguaio, competição em que permanece desde então.

## História
O Deportivo Italiano foi fundado em 1999, após fracassarem as tentativas de reativar o Sportivo Italiano e sanar as dívidas acumuladas. O clube disputou a  Liga Metropolitana Amateur (nome da 3ª divisão de 1997 a 2007) por quatro temporadas, entre 1999 e 2002.

### Retorno
Em 2022, o clube retornou às competições por iniciativa de um grupo gestor, por meio de uma Sociedade Anônima (SAF/SAD) que inicialmente pretendia administrar o El Tanque Sisley. No entanto, diante das dificuldades para solucionar os problemas financeiros dessa agremiação — marcada por dívidas históricas —, todo o elenco e comissão técnica foram transferidos do El Tanque para o Deportivo Italiano, que foi "revivido" após 20 anos sem atividade.
Desde o retorno às competições, o time e sua torcida estiveram envolvidos em diversos episódios de violência, entre os quais se destacam: ataque a pedradas ao ônibus do Bella Vista; agressão grave aos jogadores do Mar de Fondo, com desdobramentos na esfera judicial; confronto generalizado em campo com atletas do Villa Teresa; ameaças e agressões em partidas contra o Rocha; além de intimidações e atos violentos contra a delegação do Frontera Rivera.

## Estatísticas

### Temporadas no Campeoanto Uruguaio de Futebol
- 1ª divisão: nenhuma
- 2ª divisão: nenhuma
- 3ª divisão: 1999–2002, 2022–
- Sem divisão: 2003–2021